# Wang Hao (Tischtennisspieler, 1983)
Wang Hao (chinesisch 王 皓, Pinyin Wáng Hào; * 15. Dezember 1983 in Changchun, Provinz Jilin, China) ist ein ehemaliger chinesischer Tischtennisprofi. Der Penholderspieler spielte wie vor ihm Liu Guoliang und Ma Lin die Reverse-Penhold-Rückhand sowohl als Topspin als auch als Block und perfektionierte diese Technik. 2009 wurde er im Einzel Weltmeister. Er stand in 3 olympischen Finals im Einzel. Bei bisher sechs Mannschaftsweltmeisterschaften blieb er in allen 30 Einzelkämpfen ohne Niederlage. 2010 wurde er in die ITTF Hall of Fame aufgenommen. Ende 2014 schied er aus der chinesischen Nationalmannschaft aus. Er gilt als einer der besten Tischtennisspieler überhaupt.
Seit April 2017 ist Wang Hao ebenso wie Ma Lin im Trainerstab der chinesischen Nationalmannschaft. Während Ma Lin später als Trainer zur Damen-Nationalmannschaft wechselte und Coach von Liu Shiwen wurde, wurde Wang Hao Coach von Fan Zhendong. Heutzutage ist er unter anderem Coach der Top-Spieler Lin Shidong und Wang Chuqin.

## Erfolge
- Weltmeister Einzel 2009
- Vize-Weltmeister Einzel 2011, 2013
- Weltmeister Doppel 2005 (mit Kong Linghui), 2009 (mit Chen Qi)
- Vize-Weltmeister Doppel 2003 (mit Kong Linghui), 2007 (mit Wang Liqin)
- WM-Dritter Gemischtes Doppel 2003 (mit Nan Li)
- Weltmeister Mannschaft 2004, 2006, 2008, 2010, 2012, 2014

- Olympiasieger Mannschaft 2008, 2012
- Silbermedaille Olympische Spiele Einzel 2004, 2008, 2012

- Gewinner World Cup 2007, 2008, 2010
- Zweiter World Cup 2005, 2006, 2011
- Dritter World Cup 2004

- Gewinner Pro Tour Grand Finals Einzel 2003, 2006
- Zweiter Pro Tour Grand Finals Einzel 2007, 2008
- Dritter Pro Tour Grand Finals Einzel 2002, 2004
- Zweiter Pro Tour Grand Finals Doppel 2004, 2007

- Asienmeister Einzel und Mannschaft 2003, Einzel 2007

## Privat
Im Juni 2013 heiratete Wang Hao Yan Boya, eine Tänzerin bei der chinesischen Armee. Ende Oktober 2013 bekamen sie einen gemeinsamen Sohn.

## Turnierergebnisse
| Verband | Veranstaltung                      | Jahr | Ort             | Land | Einzel        | Doppel        | Mixed         | Team |
| ------- | ---------------------------------- | ---- | --------------- | ---- | ------------- | ------------- | ------------- | ---- |
| CHN     | Asienmeisterschaft ATTU            | 2007 | Yangzhou        | CHN  | Gold          | Silber        |               | 1    |
| CHN     | Asienmeisterschaft ATTU            | 2005 | Jeju-do         | KOR  |               | Viertelfinale |               | 1    |
| CHN     | Asienmeisterschaft ATTU            | 2003 | Bangkok         | THA  | Gold          | Halbfinale    |               | 1    |
| CHN     | Asian Cup                          | 2009 | Hangzhou        | CHN  | 2             |               |               |      |
| CHN     | Asian Cup                          | 2006 | Kobe            | JPN  | Platz 1       |               |               |      |
| CHN     | Asian Cup                          | 2005 | New Delhi       | IND  | Platz 1       |               |               |      |
| CHN     | Asienspiele                        | 2010 | Guangzhou       | CHN  | Silber        | Gold          |               | 1    |
| CHN     | Asienspiele                        | 2006 | Doha            | QAT  | Gold          | Halbfinale    |               | 1    |
| CHN     | Asienmeisterschaft ATTU (Junioren) | 1999 | Chennai         | IND  | Silber        | Silber        |               | 1    |
| CHN     | Olympische Spiele                  | 2012 | London          | ENG  | Silber        |               |               | 1    |
| CHN     | Olympische Spiele                  | 2008 | Peking          | CHN  | Silber        |               |               | 1    |
| CHN     | Olympische Spiele                  | 2004 | Athen           | GRE  | Silber        | letzte 16     |               |      |
| CHN     | Pro Tour                           | 2011 | Suzhou          | CHN  | letzte 16     | Silber        |               |      |
| CHN     | Pro Tour                           | 2011 | Shenzen         | CHN  | Halbfinale    | Gold          |               |      |
| CHN     | Pro Tour                           | 2011 | Dortmund        | GER  | Halbfinale    | Silber        |               |      |
| CHN     | Pro Tour                           | 2011 | Dubai           | UAE  | Gold          | Halbfinale    |               |      |
| CHN     | Pro Tour                           | 2011 | Doha            | QAT  | Viertelfinale | Halbfinale    |               |      |
| CHN     | Pro Tour                           | 2011 | Sheffield       | ENG  | Halbfinale    | Silber        |               |      |
| CHN     | Pro Tour                           | 2011 | Velenje         | SVN  | Halbfinale    | Gold          |               |      |
| CHN     | Pro Tour                           | 2010 | Suzhou          | CHN  | Viertelfinale | Halbfinale    |               |      |
| CHN     | Pro Tour                           | 2010 | Berlin          | GER  | Silber        | Halbfinale    |               |      |
| CHN     | Pro Tour                           | 2010 | Kuwait City     | KUW  | Viertelfinale | Halbfinale    |               |      |
| CHN     | Pro Tour                           | 2010 | Doha            | QAT  | letzte 16     | Gold          |               |      |
| CHN     | Pro Tour                           | 2009 | Seoul           | KOR  | Halbfinale    | Gold          |               |      |
| CHN     | Pro Tour                           | 2009 | Tianjin         | CHN  | Gold          | Halbfinale    |               |      |
| CHN     | Pro Tour                           | 2009 | Kuwait City     | KUW  | Silber        | Halbfinale    |               |      |
| CHN     | Pro Tour                           | 2008 | Shanghai        | CHN  | Silber        | Silber        |               |      |
| CHN     | Pro Tour                           | 2008 | Daejeon         | KOR  | Halbfinale    | Gold          |               |      |
| CHN     | Pro Tour                           | 2008 | Yokohama        | JPN  | Silber        |               |               | 1    |
| CHN     | Pro Tour                           | 2008 | Changchun       | CHN  | Gold          |               |               | 1    |
| CHN     | Pro Tour                           | 2008 | Doha            | QAT  | Silber        | Halbfinale    |               |      |
| CHN     | Pro Tour                           | 2008 | Kuwait City     | KUW  | Viertelfinale | Gold          |               |      |
| CHN     | Pro Tour                           | 2007 | Stockholm       | SWE  | Gold          | Gold          |               |      |
| CHN     | Pro Tour                           | 2007 | Bremen          | GER  | Viertelfinale | Gold          |               |      |
| CHN     | Pro Tour                           | 2007 | Toulouse        | FRA  | Silber        | Gold          |               |      |
| CHN     | Pro Tour                           | 2007 | Shenzhen        | CHN  | Gold          | Gold          |               |      |
| CHN     | Pro Tour                           | 2007 | Nanjing         | CHN  | Silber        | Gold          |               |      |
| CHN     | Pro Tour                           | 2007 | Chiba           | JPN  | Gold          | Silber        |               |      |
| CHN     | Pro Tour                           | 2007 | Salwa Cup       | KUW  | letzte 16     | Viertelfinale |               |      |
| CHN     | Pro Tour                           | 2007 | Doha            | QAT  | Viertelfinale | Viertelfinale |               |      |
| CHN     | Pro Tour                           | 2007 | Velenje         | SVN  | Gold          | Viertelfinale |               |      |
| CHN     | Pro Tour                           | 2007 | Zagreb          | HRV  | letzte 16     | Gold          |               |      |
| CHN     | Pro Tour                           | 2006 | Yokohama        | JPN  | Silber        | Gold          |               |      |
| CHN     | Pro Tour                           | 2006 | Kunshan         | CHN  | Halbfinale    | Halbfinale    |               |      |
| CHN     | Pro Tour                           | 2006 | Kuwait City     | KUW  | letzte 32     | Halbfinale    |               |      |
| CHN     | Pro Tour                           | 2006 | Doha            | QAT  | Halbfinale    | Gold          |               |      |
| CHN     | Pro Tour                           | 2006 | Zagreb          | HRV  | Halbfinale    | Gold          |               |      |
| CHN     | Pro Tour                           | 2006 | Velenje         | SVN  | Gold          | Halbfinale    |               |      |
| CHN     | Pro Tour                           | 2005 | Yokohama        | JPN  | Halbfinale    | Viertelfinale |               |      |
| CHN     | Pro Tour                           | 2005 | Shenzhen        | CHN  | Silber        | Halbfinale    |               |      |
| CHN     | Pro Tour                           | 2005 | Harbin          | CHN  | Halbfinale    | Silber        |               |      |
| CHN     | Pro Tour                           | 2005 | Doha            | QAT  | Viertelfinale | Gold          |               |      |
| CHN     | Pro Tour                           | 2004 | Kobe            | JPN  | letzte 32     | Halbfinale    |               |      |
| CHN     | Pro Tour                           | 2004 | Changchun       | CHN  | Silber        | Gold          |               |      |
| CHN     | Pro Tour                           | 2004 | Wuxi            | CHN  | Silber        | Halbfinale    |               |      |
| CHN     | Pro Tour                           | 2004 | Singapur        | SIN  | letzte 16     | Halbfinale    |               |      |
| CHN     | Pro Tour                           | 2004 | Pyeongchang     | KOR  | Silber        | Gold          |               |      |
| CHN     | Pro Tour                           | 2004 | Athen           | GRE  | Gold          | Silber        |               |      |
| CHN     | Pro Tour                           | 2003 | Malmö           | SWE  | letzte 16     | Gold          |               |      |
| CHN     | Pro Tour                           | 2003 | Aarhus          | DEN  | Viertelfinale | Gold          |               |      |
| CHN     | Pro Tour                           | 2003 | Bremen          | GER  | Viertelfinale | Viertelfinale |               |      |
| CHN     | Pro Tour                           | 2003 | Guangzhou       | CHN  | Silber        | Silber        |               |      |
| CHN     | Pro Tour                           | 2003 | Jeju-Si         | KOR  | letzte 16     | Halbfinale    |               |      |
| CHN     | Pro Tour                           | 2003 | Croatia         | HRV  | Gold          | Viertelfinale |               |      |
| CHN     | Pro Tour                           | 2002 | Eindhoven       | NED  | Gold          | Halbfinale    |               |      |
| CHN     | Pro Tour                           | 2002 | Magdeburg       | GER  | letzte 64     |               |               |      |
| CHN     | Pro Tour                           | 2002 | Fort Lauderdale | USA  | letzte 32     | Viertelfinale |               |      |
| CHN     | Pro Tour                           | 2002 | Qingdao City    | CHN  | Halbfinale    | letzte 16     |               |      |
| CHN     | Pro Tour                           | 2002 | Kairo           | EGY  | Gold          | Halbfinale    |               |      |
| CHN     | Pro Tour                           | 2002 | Wels            | AUT  | letzte 16     | Viertelfinale |               |      |
| CHN     | Pro Tour                           | 2001 | Farum           | DEN  | Rd 1          | Silber        |               |      |
| CHN     | Pro Tour                           | 2001 | Skövde          | SWE  | letzte 32     | letzte 16     |               |      |
| CHN     | Pro Tour                           | 2001 | Yokohama        | JPN  | letzte 16     | Gold          |               |      |
| CHN     | Pro Tour                           | 2001 | Seoul           | KOR  | letzte 32     | Viertelfinale |               |      |
| CHN     | Pro Tour                           | 2001 | Hainan          | CHN  | Viertelfinale | Viertelfinale |               |      |
| CHN     | Pro Tour                           | 1999 | Melbourne       | AUS  | letzte 32     | Viertelfinale |               |      |
| CHN     | Pro Tour Grand Finals              | 2008 | Macao           | MAC  | Silber        |               |               |      |
| CHN     | Pro Tour Grand Finals              | 2007 | Peking          | CHN  | Silber        | Silber        |               |      |
| CHN     | Pro Tour Grand Finals              | 2006 | Hong-Kong       | HKG  | Gold          |               |               |      |
| CHN     | Pro Tour Grand Finals              | 2004 | Peking          | CHN  | Halbfinale    | Silber        |               |      |
| CHN     | Pro Tour Grand Finals              | 2003 | Guangzhou       | CHN  | Gold          |               |               |      |
| CHN     | Pro Tour Grand Finals              | 2002 | Stockholm       | SWE  | Halbfinale    |               |               |      |
| CHN     | Weltmeisterschaft                  | 2013 | Paris           | FRA  | Silber        |               |               |      |
| CHN     | Weltmeisterschaft                  | 2011 | Rotterdam       | NED  | Silber        | Halbfinale    |               |      |
| CHN     | Weltmeisterschaft                  | 2010 | Moskau          | RUS  |               |               |               | 1    |
| CHN     | Weltmeisterschaft                  | 2009 | Yokohama        | JPN  | Gold          | Gold          |               |      |
| CHN     | Weltmeisterschaft                  | 2008 | Guangzhou       | CHN  |               |               |               | 1    |
| CHN     | Weltmeisterschaft                  | 2007 | Zagreb          | HRV  | Halbfinale    | Silber        | keine Teiln.  |      |
| CHN     | Weltmeisterschaft                  | 2006 | Bremen          | GER  |               |               |               | 1    |
| CHN     | Weltmeisterschaft                  | 2005 | Shanghai        | CHN  | letzte 16     | Gold          | Viertelfinale |      |
| CHN     | Weltmeisterschaft                  | 2004 | Doha            | QAT  |               |               |               | 1    |
| CHN     | Weltmeisterschaft                  | 2003 | Paris           | FRA  | letzte 16     | Silber        | Halbfinale    |      |
| CHN     | World Cup                          | 2010 | Magdeburg       | GER  | Gold          |               |               |      |
| CHN     | World Cup                          | 2008 | Lüttich         | BEL  | Gold          |               |               |      |
| CHN     | World Cup                          | 2007 | Barcelona       | ESP  | Gold          |               |               |      |
| CHN     | World Cup                          | 2006 | Paris           | FRA  | Silber        |               |               |      |
| CHN     | World Cup                          | 2005 | Lüttich         | BEL  | Silber        |               |               |      |
| CHN     | World Cup                          | 2004 | Hangzhou        | CHN  | 3. Platz      |               |               |      |
| CHN     | World Cup                          | 2003 | Jiangyin        | CHN  | 5.–8. Platz   |               |               |      |
| CHN     | WTC-World Team Cup                 | 2010 | Dubai           | UAE  |               |               |               | 1    |
| CHN     | WTC-World Team Cup                 | 2007 | Magdeburg       | GER  |               |               |               | 1    |